# Adriana de Barros
Adriana Aleixo Pereira de Barros (n. 1976) es una ilustradora, diseñadora web y poeta portuguesa-canadiense.
Desde 1999, de Barros ha creado poetas visuales que combinan varias disciplinas: escritura, diseño y dibujo, edición de sonido y contenido visual (mediante el uso de nuevos medios como Flash). Sus poemas visuales han sido mostrados en festivales americanos como Flashband! Y Flashband 4 (2001 y 2002, respectivamente), The.ME.Project. (2002, presentado en Toronto, Nueva York y Los Angeles). Su trabajo aparece en numerosos libros de arte y poesía, así como en páginas web. De Barros es conocida por “[...] intentar hacer la poesía más dinámica y accesible”. De Barros trabaja en su estudio en Breathewords. 
Es fundadora y editora de Scene 360, una revista de arte en línea sin ánimo de lucro de entrevistas a diseñadores web, artistas y directores.